# Balatonfüred (distrikt)
Balatonfüred är ett distrikt i Ungern. Det ligger i provinsen Veszprém, i den västra delen av landet, 110 km sydväst om huvudstaden Budapest.